# Fontus
Fontus var brunnarnas och källornas gud inom romersk mytologi.